# Orangemond
Orangemond ist ein Dokumentarfilm von Gabriele Denecke von 1979. Er durfte nicht fertiggestellt werden und wurde 2024 wahrscheinlich erstmals aufgeführt.

## Inhalt
Gezeigt wird der unangepasste Jugendliche Rainer Ebert und seine Umgebung. Es gibt Gespräche und nachgestellte Szenen aus seinem Alltag.
Orangenmond ist ein sehr stiller Film, durch lange Einstellungen ist es gelungen die Atmosphäre und das damalige Lebensgefühl dieser Zeit einzufangen.

## Hintergründe
Orangemond sollte der Abschlussfilm von Gabriele Denecke zu ihrem Meisterkurs bei Frank Beyer an der Hochschule für Film und Fernsehen in Potsdam-Babelsberg werden. Nach der Sichtung des Rohmaterials entschieden die Verantwortlichen aber, dass der Film nicht beendet wird.
2022 konnte er nach der Bewilligung von Fördermitteln restauriert und fertiggestellt werden.
Am 28. Juni 2024 wurde der Film (erstmals?) im Filmmuseum Potsdam gezeigt und danach Anfang 2025 auf dem Internationalen Filmfestival in Rotterdam.
Der Hauptdarsteller Rainer Ebert reiste in den 1980er Jahren in den Westen aus und nahm sich dort später das Leben.